# سیمور محمدوف
سیمور محمدوف (ترکی آذربایجانی: Seymur Məmmədov؛ زادهٔ ۲۹ مهٔ ۲۰۰۳) بازیکن فوتبال است.